# Операція «Бадігард»
Операція «Бадігард» (англ. Operation Bodyguard) — кодова назва спеціальної стратегічної дезінформаційної операції, проведеної союзниками під час підготовки до вторгнення в Нормандію. Операція проводилася одночасно із серією інших операцій, що мали за мету відволікти увагу командування Вермахту відносно дійсного напрямку зосередження основних зусиль під час вторгнення союзних військ в Нормандію.
Головною метою плану було намагання запевнити німецьке командування, що висадка морського десанту відбудеться значно пізніше реального часу вторгнення та в інших місцях, а саме Па-де-Кале, Балкани, південна Франція та Норвегія.

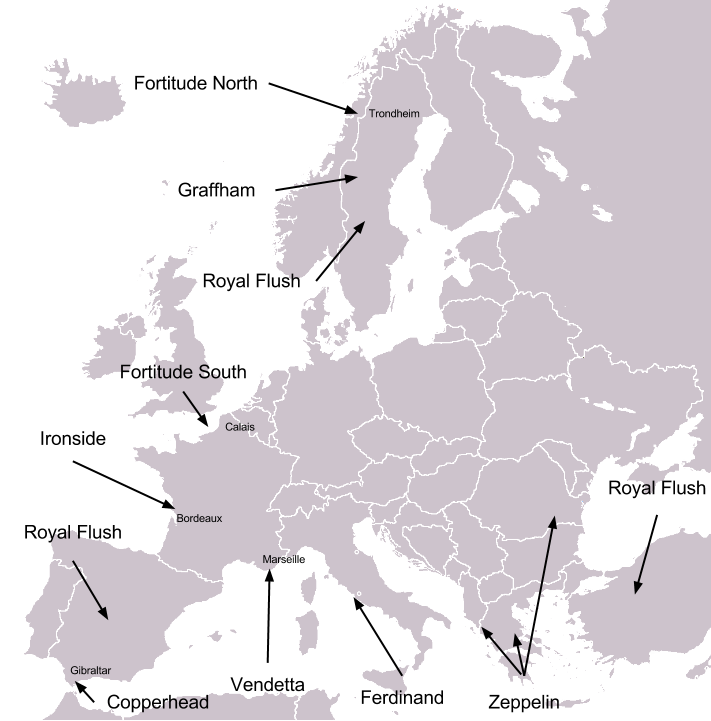
План операції «Бадігард» з його складовими. 1944

## Відео
- Operation Bodyguard — the D-Day Deception Part 1 of 5 (англ.)
- Operation Bodyguard — the D-Day Deception Part 2 of 5(англ.)
- Operation Bodyguard — the D-Day Deception Part 3 of 5 (англ.)
- Operation Bodyguard — the D-Day Deception Part 4 of 5(англ.)
- Operation Bodyguard — the D-Day Deception Part 5 of 5(англ.)